# 南蘇丹鐵路運輸

南苏丹的铁路

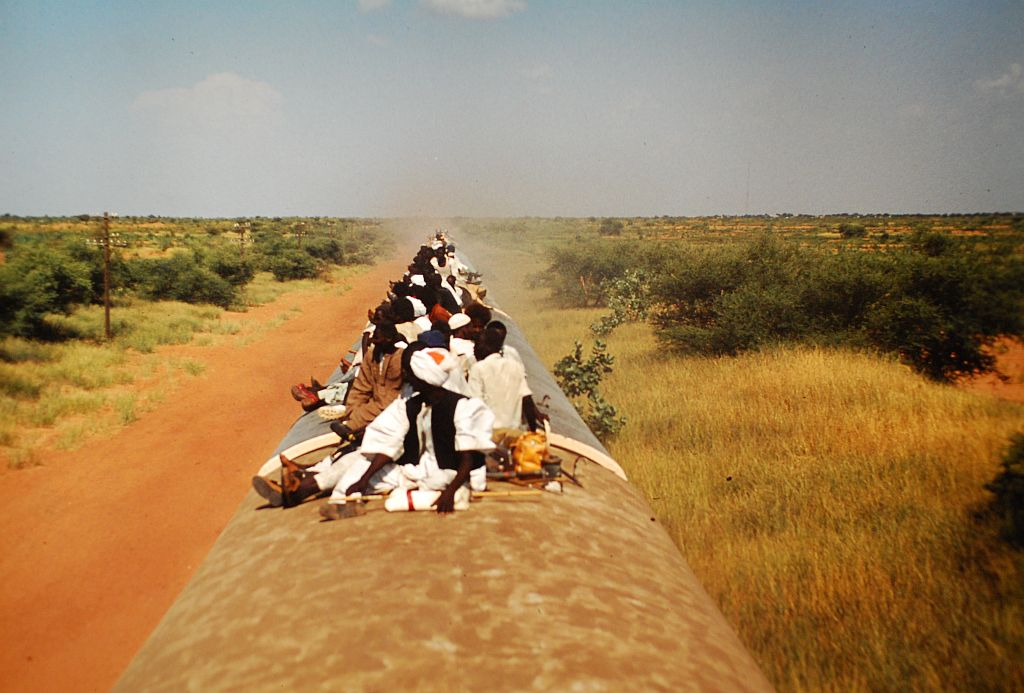
往瓦乌的火车

南苏丹的铁路运输没有广泛的铁路系统。现有的铁路基础设施建于1959年至1962年之间，由苏丹政府遗留下来的設施年久失修。南蘇丹鐵路有248（154英里） 窄轨 （1067毫米）單線路線，連接蘇丹的巴巴努沙與与南苏丹的瓦屋市。 在第二次苏丹内战之后，该线路被地雷破壞，状况不佳，而後使用联合国的资金修复了这条路线。 

## 全国路網

### 窄軌
南苏丹铁路最初是由苏丹建造的。铁路軌距3英尺6英寸（1,067毫米），与非洲其他大多数前英国殖民地使用的轨道相同。 
该国有一条主要的窄轨铁路线： 
- 連接苏丹的巴巴努沙與北部的加札爾省的瓦屋，全长248公里（154mi）。

### 标准軌
乌干达标准轨距铁路将會连接南苏丹、盧安達，並與建设中的蒙巴萨-内罗毕标准轨距铁路連接 。 尼穆萊為預定的车站位置。 